# Carl Derossi

Gedenkblatt für den Gothaer Parteitag 1875. Carl Derossi unten ganz links.

Max Carl Derossi (auch Karl Derossi; * 4. Februar 1844 in Düsseldorf; † 29. Mai 1910 in New York City) war ein deutschamerikanischer Hutmacher und Politiker der frühen Sozialdemokratie.

## Leben
Carl Derossi war seit 1868/69 Mitglied des Allgemeinen Deutschen Arbeitervereins (ADAV). Auf dem Parteitag des ADAV von 1871 wurde er zum Sekretär gewählt. Im Jahr 1873 bestätigte der Parteitag ihn nun als Schriftführer. Auf dem Vereinigungsparteitag von ADAV und der Sozialdemokratischen Arbeiterpartei Deutschlands zur Sozialistischen Arbeiterpartei Deutschlands (SAP) wurde er neben dem ehemaligen SDAP-Mitglied Ignaz Auer erneut zum Sekretär gewählt und 1876 bestätigt. Carl Derossi wurde 1877 ins Zentralwahlkomitee gewählt. Von 1875 bis 1880 war Mitarbeiter der „Gerichts-Zeitung. Tageblatt für Hamburg-Altona und Umgegend“.
Derossi beschäftigte sich auch mit Karl Marx’ Schrift Herr Vogt und der Gegenschrift von Carl Vogt Mein Prozess gegen die Allgemeine Zeitung. Stenographischer Bericht, Dokumente und Erläuterungen, Geneva 1859. Er las aufmerksam dieses Buch und machte zahlreiche Notizen. Überliefert ist auch das Jahrbuch für Sozialwissenschaft und Sozialpolitik, Zürich 1879 aus dem Besitz von Derossi.
Später, ab 1878, arbeitete er für den sozialdemokratischen orientierten Finanzier Carl Höchberg. Während des Sozialistengesetzes war er in Zürich im Exil. Auch dort war er an der Herstellung der nach Deutschland geschmuggelten Presseerzeugnisse beteiligt. Er gehörte zu den Mitarbeitern der „Züricher Genossenschaftsdruckerei“. Im Jahr 1884 immigrierte er dann in die USA und arbeitete dort für einige Arbeiterzeitungen, so z. B. als Redakteur der „Kürnscher Zeitung“ und des „Textilarbeiters“. Derossi war auch Sekretär der Sozialdemokratischen Arbeiterpartei in den Vereinigten Staaten. 1896 verteidigte Carl Derossi die klassenkämpferische Position gegen den amerikanischen Gewerkschaftsführer Samuel Gompers  im Hamburger Echo. Ein Teil seines Nachlasses kam in die Arbeiterbibliothek der amerikanischen Sozialdemokratischen Arbeiterpartei (SDAP), Sektion New York.

## Zitate
„Nun hat Derossi in Hamburg – ein alter Gesinnungsgenosse von H(asselmann), aber ein durchaus braver Kerl mit offenem Kopf und ‚ehrlichem‘ Herzen – nach Breslau um eine Kandidatur für H geschrieben.“

## Werke
- Ferdinand Domela Nieuwenhuis: Capital und Arbeit. Eine gedrängte Darstellung der Marx'schen Lehre. Uebersetzt von C. Derossi. J. Dehler, New-York 1887[6]
- Ferdinand Domela Nieuwenhuis: Capital und Arbeit. Eine gedrängte Darstellung der Marx'schen Lehre. Uebersetzt von C. Derossi. Separatabdruck aus dem Buchdruckergehilfen Organ „Vorwärts!“. E. Krajk, Wien 1889

## Gedichte
- Erwach, o Volk, erwache![7]
- Der Sozialisten Siegeszug[7]
- Der Arbeit Jubelfest[8]